# Liste der Biografien/Hanl
Liste der Biografien |
Portal Biografien |
Personensuche
# |
A |
B |
C |
D |
E |
F |
G |
H |
I |
J |
K |
L |
M |
N |
O |
P |
Q |
R |
S |
T |
U |
V |
W |
X |
Y |
Z |
?
 
Ha |
Hd |
He |
Hi |
Hj |
Hk |
Hl |
Hm |
Hn |
Ho |
Hr |
Hs |
Ht |
Hu |
Hv |
Hw |
Hy
 
Haa |
Hab |
Hac |
Had |
Hae–Haf |
Hag |
Hah |
Hai |
Haj |
Hak |
Hal |
Ham |
Han |
Hao |
Hap |
Haq |
Har |
Has |
Hat |
Hau |
Hav |
Haw |
Hax |
Hay |
Haz
 
Hana |
Hanb |
Hanc |
Hand |
Hane |
Hanf |
Hang |
Hanh |
Hani |
Hanj |
Hank |
Hanl |
Hanm |
Hann |
Hano |
Hanp |
Hanq |
Hanr |
Hans |
Hant |
Hanu |
Hanv |
Hanw |
Hanx |
Hany |
Hanz
Die Liste der Biografien führt alle Personen auf, die in der deutschsprachigen Wikipedia einen Artikel haben. Dieses ist eine Teilliste mit 51 Einträgen von Personen, deren Namen mit den Buchstaben „Hanl“ beginnt.

## Hanl
- Hanl von Kirchtreu, Karl Borromäus (1782–1874), Bischof von Königgrätz

### Hanle
- Hänle, Bruno (* 1954), deutscher Radrennfahrer
- Hänle, Christian Friedrich (1789–1863), deutscher Apotheker
- Hänle, Eugen (1924–1975), deutscher Ingenieur, Segelflugzeugbauer
- Hänle, Fabian (* 1987), deutscher Manager, Autor und Unternehmensberater
- Hänle, Georg Friedrich (1763–1824), deutscher Apotheker
- Hänle, Marie (* 2002), deutsche Volleyballspielerin
- Hänle, Max (1843–1914), württembergischer Oberamtmann
- Hänle, Ursula (1925–2009), deutsche Ingenieurin und Segelflugzeugbauerin
- Hanle, Wilhelm (1901–1993), deutscher Physiker
- Hänlein, Andreas (* 1959), deutscher Rechtswissenschaftler
- Hänlein, Carl von (1760–1819), preußischer Politiker
- Hänlein, Heinrich Carl Alexander (1762–1829), deutscher Theologe
- Hänlein, Karl Friedrich German von (1794–1866), württembergischer Beamter und Justizminister
- Hanlet, Henri (1888–1964), belgischer Radrennfahrer
- Hanley, Ben (* 1985), britischer Rennfahrer
- Hanley, Cameron (* 1973), irischer Reitsportler
- Hanley, Daniel P. (* 1955), US-amerikanischer Filmeditor
- Hanley, Grant (* 1991), schottischer Fußballspieler
- Hanley, James (1897–1985), britischer Schriftsteller
- Hanley, James M. (1920–2003), US-amerikanischer Politiker
- Hanley, Jenny (* 1947), britische Schauspielerin
- Hanley, Jeremy (* 1945), britischer Politiker, Mitglied des House of Commons
- Hanley, Joe R. (1876–1961), US-amerikanischer Rechtsanwalt und Politiker
- Hanley, Joel (* 1991), kanadischer Eishockeyspieler
- Hanley, Kathy (* 1952), US-amerikanische Beachvolleyballspielerin
- Hanley, Kay (* 1968), US-amerikanische RockmusikerinKay Hanley (* 1968)

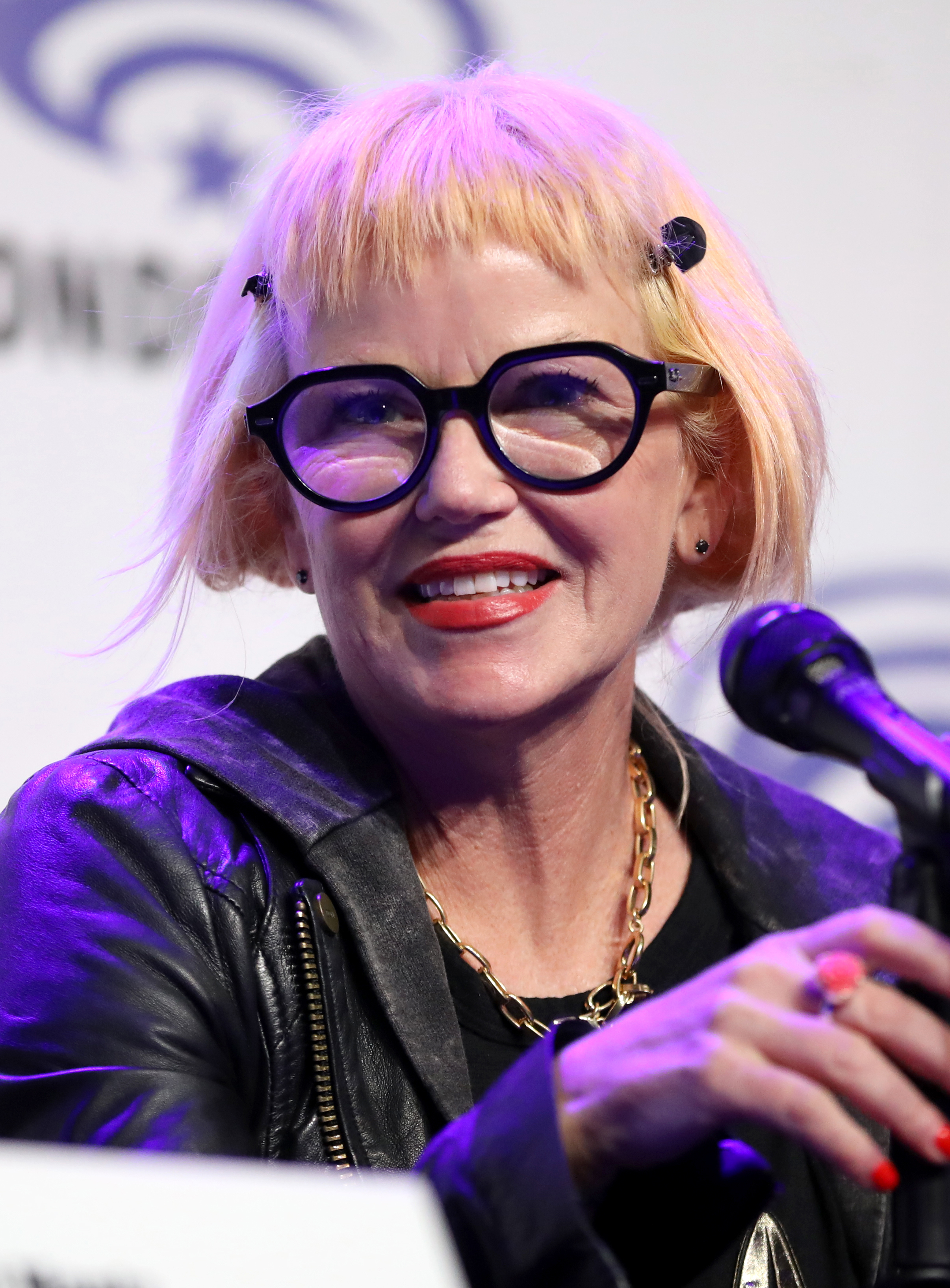
Kay Hanley (* 1968)

- Hanley, Keith (* 1993), irischer Popsänger
- Hanley, Linda (* 1960), US-amerikanische Beachvolleyballspielerin
- Hanley, Paul (* 1964), britischer Musiker und Songwriter
- Hanley, Paul (* 1977), australischer Tennisspieler
- Hanley, Raheem (* 1994), englischer Fußballspieler und Nationalspieler für St. Kitts und Nevis
- Hanley, Richard (* 1931), US-amerikanischer Ordenspriester, Generaloberer der Oblaten der Makellosen Jungfrau Maria
- Hanley, Richard (1936–2022), US-amerikanischer Schwimmer
- Hanley, Steve (* 1959), irischer Musiker und Songwriter
- Hanley, Sylvanus (1819–1899), britischer Malakologe
- Hanley, Tahir (* 1997), Fußballspieler von St. Kitts und Nevis
- Hanley, Tishan (* 1990), Fußballspieler von St. Kitts und Nevis
- Hanley, Victoria, US-amerikanische Jugendbuchautorin

### Hanli
- Hanlı, Rüştü (* 1997), türkischer Fußballspieler
- Hänlin, Georg (1556–1621), katholischer Theologe, Persönlichkeit der Gegenreformation

### Hanlo
- Hanlon, Allen (1919–1986), US-amerikanischer Studio- und Jazzmusiker
- Hanlon, Glen (* 1957), kanadischer Eishockeytorwart und -trainer
- Hanlon, Jack (1916–2012), US-amerikanischer Kinderdarsteller
- Hanlon, John (1905–1983), britischer Sprinter
- Hanlon, Paul (* 1990), schottischer Fußballspieler
- Hanlon, Tom (* 1967), britischer Hindernisläufer
- Hanloser, Gerhard (* 1972), deutscher Sozialwissenschaftler

### Hanly
- Hanly, Don (* 1954), australischer Hürdenläufer und Sprinter
- Hanly, Frank (1863–1920), US-amerikanischer Politiker
- Hanly, Thomas Burton (1812–1880), US-amerikanischer Jurist und Politiker